# Опыт Кеннеди — Торндайка
Опыт Кеннеди — Торндайка — модифицированный опыт Майкельсона — Морли, проверяющий специальную теорию относительности, впервые проведённый в 1932 году Роем Дж. Кеннеди и Эдвардом М. Торндайко. Модификация заключается в том, чтобы сделать одно плечо классического аппарата Майкельсона — Морли (ММ) короче другого. В то время как опыт Майкельсона — Морли показал, что скорость света не зависит от ориентации аппарата, эксперимент Кеннеди — Торндайка показал, что она также не зависит от скорости аппарата в разных инерциальных системах отсчёта. Он также служил тестом для косвенной проверки замедления времени. В то время как отрицательный результат опыта Майкельсона — Морли можно объяснить только сокращением длины, отрицательный результат опыта Кеннеди — Торндайка требует замедления времени в дополнение к сокращению длины, для объяснения отсутствия фазовых сдвигов при движении Земли вокруг Солнца. Первое прямое подтверждение замедления времени было получено в опыте Ивеса — Стилвелла. Объединив результаты этих трёх опытов, можно получить преобразования Лоренца.
Улучшенные варианты эксперимента Кеннеди — Торндайка проводились с использованием оптических резонаторов или лазерной локации Луны. Общий обзор тестов лоренц-инвариантности см. в разделе Тесты специальной теории относительности.

## Опыт
Первоначальный опыт Майкельсона — Морли был полезен только для проверки гипотезы сокращения длины Лоренца — Фитцджеральда. Кеннеди уже проделал несколько всё более изощрённых версий эксперимента с интерферометром Майкельсона — Морли в 1920-х годах, когда он также нашёл способ проверить замедление времени. По их собственным словам:

Принцип, на котором основан этот эксперимент, состоит в простом предположении, что если однородный пучок света разделить […] на два луча, которые, пройдя пути разной длины, снова сблизятся, то относительные фазы […] будут зависеть […] от скорости аппарата, если только частота света не зависит […] от скорости так, как того требует теория относительности.Оригинальный текст (англ.)The principle on which this experiment is based is the simple proposition that if a beam of homogeneous light is split […] into two beams which after traversing paths of different lengths are brought together again, then the relative phases […] will depend […] on the velocity of the apparatus unless the frequency of the light depends […] on the velocity in the way required by relativity.

На рис. 1 показаны ключевые оптические компоненты, которые были установлены внутри вакуумной камеры V на основании из плавленого кварца с чрезвычайно низким коэффициентом теплового расширения. Водяная рубашка W позволяла регулировать температуру с точностью до 0,001 °С. Монохроматический зелёный свет от ртутного источника Hg перед входом в вакуумную камеру проходил через поляризационную призму Николя N и разделялся светоделителем B, установленным под углом Брюстера, чтобы предотвратить нежелательные отражения от задней поверхности. Два луча были направлены на два зеркала М1 и М2, которые были установлены на максимально разнесённых расстояниях, учитывая длину когерентности 5461 Å линии ртути (≈32 см, учитывая разницу в длине плеча Δ L ≈ 16 см). Отражённые лучи совмещались, образуя круговые интерференционные полосы, которые фотографировались в точке P. Щель S позволяла записывать на одну фотопластинку несколько экспозиций по диаметру колец в разное время суток.
Если сделать одну часть плеча намного короче другой, то изменение скорости Земли вызовет изменения во времени прохождения световых лучей, в результате чего произойдёт смещение полос, если только частота источника света не изменится в той же самой степени. Чтобы определить, имел ли место такой сдвиг полос, интерферометр сделали чрезвычайно стабильным, а интерференционные картины были сфотографированы для последующего сравнения. Измерения проводились в течение многих месяцев. Поскольку не было обнаружено значительного смещения полос (соответствующего скорости 10-10 км/с в пределах погрешности), экспериментаторы пришли к выводу, что замедление времени происходит, как и предсказывает специальная теория относительности.

## Теория

### Основная теория эксперимента
Хотя сокращение Лоренца — Фицджеральда (лоренцево сокращение) само по себе полностью может объяснить нулевые результаты опыта Майкельсона — Морли, оно само по себе не может объяснить нулевые результаты эксперимента Кеннеди — Торндайка. Сокращение длины Лоренца — Фитцджеральда определяется формулой:
{\displaystyle L=L_{0}{\sqrt {1-v^{2}/c^{2}}}=L_{0}/{\gamma (v)}}
где
{\displaystyle L_{0}} — правильная длина (длина объекта в его системе покоя),
{\displaystyle L} — длина, измеренная наблюдателем, который движется относительно объекта,
{\displaystyle v\,} — относительная скорость между наблюдателем и движущимся объектом, то есть между гипотетическим эфиром и движущимся объектом,
{\displaystyle c\,} — скорость света
а Лоренц-фактор определяется как
{\displaystyle \gamma (v)\equiv {\frac {1}{\sqrt {1-v^{2}/c^{2}}}}\ }
Рис. 2 показывает аппарат Кеннеди — Торндайка с перпендикулярными плечами и учитывает действие лоренцевского сокращения. Если аппарат неподвижен относительно гипотетического эфира, то разница во времени, которое требуется свету для прохождения продольного и поперечного плеч, определяется выражением:
| {\displaystyle T_{L}-T_{T}={\frac {2(L_{L}-L_{T})}{c}}} |
| ------------------------------------------------------- |
Время, которое требуется свету, чтобы пройти вперёд и назад вдоль сокращённого продольного плеча определяется выражением:
{\displaystyle T_{L}=T_{1}+T_{2}={\frac {L_{L}/\gamma (v)}{c-v}}+{\frac {L_{L}/\gamma (v)}{c+v}}={\frac {2L_{L}/\gamma (v)}{c}}{\frac {1}{1-{\frac {v^{2}}{c^{2}}}}}={\frac {2L_{L}\gamma (v)}{c}}}
где T1 — время прохождения в направлении движения, T2 — в обратном направлении, v — составляющая скорости относительно светоносного эфира, c — скорость света, LL — длина продольного плеча интерферометра. Время, за которое свет проходит через поперечное плечо и обратно, определяется выражением:
{\displaystyle T_{T}={\frac {2L_{T}}{\sqrt {c^{2}-v^{2}}}}={\frac {2L_{T}}{c}}{\frac {1}{\sqrt {1-{\frac {v^{2}}{c^{2}}}}}}={\frac {2L_{T}\gamma (v)}{c}}}
Разница во времени, которое требуется свету для прохождения продольного и поперечного плеч, определяется выражением:
| {\displaystyle T_{L}-T_{T}={\frac {2(L_{L}-L_{T})\gamma (v)}{c}}} |
| ----------------------------------------------------------------- |
Поскольку ΔL = C(TL-TТ), то можно привести следующие различия в длине преодолённым светом (ΔLA — начальная разность длины пути и VA — начальная скорость аппарата, и ΔLB и VB — те же величины после поворота или изменение скорости из-за собственного вращения Земли или её вращения вокруг Солнца):
{\displaystyle \Delta L_{A}={\frac {2\left(L_{L}-L_{T}\right)}{\sqrt {1-v_{A}^{2}/c^{2}}}},\qquad \Delta L_{B}={\frac {2\left(L_{L}-L_{T}\right)}{\sqrt {1-v_{B}^{2}/c^{2}}}}} .
Чтобы получить отрицательный результат, должно выполняться условие ΔLA − ΔLB = 0. Однако можно видеть, что обе формулы сокращаются только при условии равенства скоростей (vA = vB). Но если скорости разные, то ΔLA и ΔLB уже не равны. На опыт Майкельсона — Морли не влияют изменения скорости, поскольку разница между LL и LT равна нулю. Поэтому этот опыт проверяет, зависит ли скорость света от ориентации аппарата. Но в опяте Кеннеди — Торндайка длины LL и LT изначально различны, поэтому он также способен измерять зависимость скорости света от скорости аппарата.
В соответствии с предыдущей формулой разность длин пути ΔLA − ΔLB и, следовательно, ожидаемый сдвиг полосы ΔN определяются выражением (λ — длина волны):
{\displaystyle \Delta N={\frac {\Delta L_{A}-\Delta L_{B}}{\lambda }}={\frac {2\left(L_{L}-L_{T}\right)}{\lambda }}\left({\frac {1}{\sqrt {1-v_{A}^{2}/c^{2}}}}-{\frac {1}{\sqrt {1-v_{B}^{2}/c^{2}}}}\right)} .
Пренебрегая величинами выше второго порядка по v/c:
{\displaystyle \approx {\frac {L_{L}-L_{T}}{\lambda }}\left({\frac {v_{A}^{2}-v_{B}^{2}}{c^{2}}}\right)}
Для постоянного ΔN, то есть для того, чтобы сдвиг полосы не зависел от скорости или ориентации аппарата, необходимо, чтобы частота и, следовательно, длина волны λ модифицировались коэффициентом Лоренца. Это соответствует случаю, когда рассматривается влияние замедления времени на частоту. Поэтому, как сокращение длины так и замедление времени требуются для объяснения отрицательного результата опыта Кеннеди — Торндайка.

### Важность для специальной теории относительности
В 1905 году Анри Пуанкаре и Альберт Эйнштейн показали, что преобразование Лоренца должно образовывать группу, чтобы удовлетворять принципу относительности (см. Историю преобразований Лоренца). Это требует, чтобы сокращение длины и замедление времени имели точные релятивистские значения. Кеннеди и Торндайк теперь утверждали, что они могут получить полное преобразование Лоренца исключительно из экспериментальных данных опытов Майкельсона — Морли и Кеннеди — Торндайка. Но это не совсем правильно, так как сокращение длины и замедление времени, имеющие свои точные релятивистские значения, достаточны, но не необходимы для объяснения обоих экспериментов. Это связано с тем, что сокращение длины исключительно в направлении движения — это только одна возможность объяснить опыта Майкельсона — Морли. В общем, его нулевой результат требует, чтобы отношение между поперечной и продольной длинами соответствовало Лоренц-фактору, который включает бесконечно много комбинаций изменений длины в поперечном и продольном направлениях. Это также влияет на роль замедления времени в опыте Кеннеди — Торндайка, поскольку его значение зависит от величины сокращения длины, используемой при анализе эксперимента. Следовательно, необходимо рассмотреть третий эксперимент, эксперимент Ивеса — Стилвелла, чтобы вывести преобразование Лоренца только из экспериментальных данных.
Точнее: в рамках теории тестов Робертсона — Мансури — Сексла для описания экспериментов можно использовать следующую схему: α представляет изменения времени, β — изменения длины в направлении движения, δ — изменение длины перпендикулярно направлению движения. Опыт Майкельсона — Морли проверяет взаимосвязь между β и δ, а эксперимент Кеннеди — Торндайка проверяет взаимосвязь между α и β. Таким образом, α зависит от β, которое само зависит от δ, и в этих двух опытах можно измерить только комбинации этих величин, но не их отдельные значения. Для непосредственного измерения значения одной из этих величин необходим ещё один эксперимент. На самом деле это было достигнуто с помощью опыта Ивеса — Стилвелла, в котором было измерено значение α, предсказанное релятивистским замедлением времени. Сочетание этого значения для α с нулевым результатом Кеннеди — Торндайка показывает, что β обязательно должно принимать значение релятивистского сокращения длины. И объединение этого значения для β с нулевым результатом Майкельсона — Морли показывает, что δ должно быть равно нулю. Таким образом, необходимые компоненты преобразования Лоренца обеспечиваются экспериментом в соответствии с теоретическими требованиями теории групп.

## Недавние эксперименты

### Опыты с резонаторами
В последние годы опыты Майкельсона — Морли, а также эксперименты типа Кеннеди — Торндайка повторялись с повышенной точностью с использованием лазеров, мазеров и криогенных оптических резонаторов. Границы зависимости от скорости согласно подходу Робертсона — Мансури — Сексла (RMS), которая указывает на связь между замедлением времени и сокращением длины, были значительно улучшены. Например, первоначальный опыт Кеннеди — Торндайка установил ограничения на среднеквадратичную зависимость скорости ~ 10−2, но текущие ограничения находятся в диапазоне ~ 10−8.
На рис. 3 представлена упрощённая схема повторения опыта Кеннеди — Торндайка, проведённого Браксмайером и др. в 2002 году. Слева фотодетекторы (PD) контролируют резонанс сапфирового криогенного оптического резонатора (CORE), выдерживаемого при температуре жидкого гелия, для стабилизации частоты Nd:YAG-лазера при 1064 нм. Справа линия поглощения 532  нм эталона йода низкого давления используется в качестве эталона времени для стабилизации (удвоенной) частоты второго Nd:YAG-лазера.
| Автор            | Год     | Описание | Максимум зависимости от скорости |
| ---------------- | ------- | --- | -------------------------------- |
| Хилс и Холл      | 1990 г. | Сравнение частоты оптического резонатора Фабри-Перо с частотой лазера, стабилизированного по опорной линии I 2 . | {\displaystyle \lesssim 10^{-5}} |
| Браксмайер и др. | 2002 г. | Сравнение частоты криогенного оптического резонатора со стандартом частоты I 2 с использованием двух лазеров Nd:YAG . | {\displaystyle \lesssim 10^{-5}} |
| Вольф и др.      | 2003 г. | Частота стационарного криогенного микроволнового генератора, состоящего из кристалла сапфира, работающего в режиме шепчущей галереи, сравнивается с частотой водородного мазера, частота которого сравнивалась с часами атомных фонтанов на цезии и рубидии. Были проведены поиски изменений во время вращения Земли. Были проанализированы данные за 2001—2002 гг. | {\displaystyle \lesssim 10^{-7}} |
| Вольф и др.      | 2004 г. | См. Вольф и др. (2003). Реализован активный контроль температуры. Были проанализированы данные за 2002—2003 гг. | {\displaystyle \lesssim 10^{-7}} |
| Тобар и др.      | 2009 г. | См. Вольф и др. (2003). Данные за 2002—2008 гг. Анализировались как сидерические, так и годовые вариации. | {\displaystyle \lesssim 10^{-8}} |

### Лазерная локация Луны
Помимо наземных измерений, опыты Кеннеди — Торндайка проводились Müller & Soffel (1995) и Müller et al. (1999) с использованием данных лазерной локации Луны, в которых расстояние от Земли до Луны оценивается с точностью до сантиметров. Если существует предпочтительная система отсчёта и скорость света зависит от скорости наблюдателя, то при измерении расстояния Земля — Луна должны наблюдаться аномальные колебания. Поскольку замедление времени уже подтверждено с высокой точностью, наблюдение таких колебаний должно было бы продемонстрировать зависимость скорости света от скорости наблюдателя, а также зависимость сокращения длины от направления. Однако ни в одном из исследований таких колебаний не наблюдалось, а граница среднеквадратичной скорости ~10−5 оказалась сравнима с границами, установленными Хилсом и Холлом (1990). Следовательно, и сокращение длины, и замедление времени должны иметь значения, предсказанные специальной теорией относительности.